# Ceratagallia humilis
Ceratagallia humilis är en insektsart som beskrevs av Paul W. Oman 1933. Ceratagallia humilis ingår i släktet Ceratagallia och familjen dvärgstritar.

## Underarter
Arten delas in i följande underarter:
- C. h. truncata
- C. h. alvarana
- C. h. interior